# Коженицька сільська рада
| Коженицька сільська рада — орган місцевого самоврядування у Білоцерківському районі Київської області з адміністративним центром у с. Коженики. Історична дата утворення: в 1921 році. Сільській раді підпорядковані населені пункти: - с. Коженики - с. Клочки |

## Склад ради
Рада складається з 12 депутатів та голови.

### Керівний склад ради
| ПІБ                    | Основні відомості                                                                | Дата обрання | Дата звільнення |
| ---------------------- | -------------------------------------------------------------------------------- | ------------ | --------------- |
| Шпак Василь Сергійович | Сільський голова, 1954 року народження, освіта, член Української Народної Партії | 26.03.2006   | 31.10.2010      |

Примітка: таблиця складена за даними джерела